# Karipski gulden
Karipski gulden (niz. caribische gulden) je predložena valuta karipskih otoka i konstitucijskih zemalja Kraljevine Nizozemske Curaçaa i Svetog Martina, koji su nastali nakon raspuštanja Nizozemskih Antila 10. listopada 2010. godine. Po stanju od siječnja 2018., još nije bio uveden. 
Simboli za valutu su CMg, CMƒ, i ƒ. Novčanice su od 10, 20, 50, 100 i 200 guldena. Kovanice su u apoenima od 1, 5, 10, 25 i 50 centa te 1 i 5 guldena.
Središnja banka za ovu valutu je Središnja banka Curaçaa i Svetog Martina, koja je prije nosila ime Banka Nizozemskih Antila (Bank Nederlandse Antillen). Karipski gulden je vezan na dolar u omjeru 1 američki dolar = = 1,79 karipskih guldena.

## Vanjske poveznice
- Središnja banka